# Miles Malleson
Miles Malleson (25 de mayo de 1888 – 15 de marzo de 1969) fue un actor y autor dramático inglés, particularmente conocido por sus actuaciones cinematográficas en comedias británicas entre las décadas de 1930 y 1960. 

## Biografía
Su nombre completo era William Miles Malleson, y nació en Croydon, Inglaterra. Estudió en el Brighton College y en el Emmanuel College de Cambridge. En Cambridge causó sensación cuando se descubrió que se había hecho pasar por un político visitante llegando a dar un discurso, todo ello con motivo de que el personaje real no pudo acudir a una cena de sociedad.
Malleson era alto y delgado, pero con doble mentón y nariz afilada, con una imagen parecida a la de Robert Morley. Sus gestos eran amables y distraídos, con una voz suave y aguda. Es quizás más recordado por su papel del verdugo amante de la poesía en Kind Hearts and Coronets (Ocho sentencias de muerte) (1949) y por el del Dr. Chasuble en The Importance of Being Earnest (La importancia de llamarse Ernesto) (1952). Hacia el final de su carrera también hizo cameos en varios filmes de Hammer Productions. Tuvo un papel más destacado en Las novias de Drácula, interpretando a un médico hipocondríaco. 
Malleson fue también guionista de muchas películas, incluyendo algunas en las que tuvo pequeños papeles, películas como Nell Gwynn (1934) y El ladrón de Bagdad (1940). También tradujo y adaptó varias de las obras de Molière, como El misántropo, Tartufo, y El enfermo imaginario.
Se casó en tres ocasiones, y tuvo muchas relaciones sentimentales. En 1915 se casó con una aspirante a actriz Constance Malleson. Al igual que ella, Malleson estaba interesado en las reformas sociales, y dedicó una de sus obras a los Mártires de Tolpuddle. Se divorciaron en 1923, y Malleson posteriormente se casó con Joan Malleson, fallecida en 1956. Su tercera esposa fue Tatiana Lieven.
Miles Malleson falleció en 1969 en Londres, Inglaterra.

## Filmografía parcial

### Como actor
| - The Headmaster (1921) - Battling Bruiser (1925) - The W Plan (1930) - Two Worlds (1930) - The Yellow Mask (1930) - Night Birds (1930) - Children of Chance (1930) - City of Song (1931) - The Sign of Four (1932) - Love on Wheels (1932) - Summer Lightning (1933) - Vintage Wine (1935) - Tudor Rose (La rosa de los Tudor) (1936), como el Duque de Suffolk - Knight Without Armour (1936) - The Thief of Bagdad (El ladrón de Bagdad, 1940, en el papel del Sultán de Basora) - Major Barbara (1941), como Morrison, el mayordomo - Unpublished Story (1942) - Thunder Rock (1942) - The Gentle Sex (1943) - The Demi-Paradise (1943) - Dead of Night (Al morir la noche) (1945), como el empleado de la funeraria - Woman Hater (1948) - The Queen of Spades (1949) - The Perfect Woman (1949) - Kind Hearts and Coronets (Ocho sentencias de muerte) (1949), como Mr. Elliott, el verdugo - Train of Events (1949) - Golden Salamander (La salamandra de oro) (1950) - The Man in the White Suit (El hombre vestido de blanco) (1951), como el sastre - Scrooge (1951), como Old Joe, el perista - The Importance of Being Earnest (La importancia de llamarse Ernesto) (1952), como Canon Chasuble - Treasure Hunt (1952) - Trent's Last Case (1952) | - The Captain's Paradise (El paraíso del capitán) (1953) - Folly to Be Wise (1953) - Geordie (1955) - King's Rhapsody (1955) - Private's Progress (1956), como Windrush Sr. - The Man Who Never Was (1956), como el científico - The Silken Affair (1956) - Tres hombres en un bote (1956) - Dry Rot (1956) - Brothers in Law (1957), como Kendall Grimes - The Admirable Crichton (1957) - The Naked Truth (1957) - Happy is the Bride (1958) - Drácula (1958), como el empleado de la funeraria - Behind the Mask (1958) - The Captain's Table (1959) - The Hound of the Baskervilles (El perro de los Baskerville, 1959), como Frankland - I'm All Right Jack (1959), como Windrush Sr. - Kidnapped (1960) - Peeping Tom (1960) - The Day They Robbed the Bank of England (El robo al banco de Inglaterra) (1960) - The Hellfire Club (1960) - Las novias de Drácula (1960), como Dr. Tobler - Fury at Smugglers' Bay (La bahía de los contrabandistas) (1961) - Postman's Knock (1962) - Heavens Above! (1963) - A Jolly Bad Fellow (1964) - Circus World (1964) - Murder Ahoy! (1964) - First Men in the Moon (La gran sorpresa) (1964) - You Must Be Joking! (1965) |

### Como guionista
- Nell Gwynn (1934)
- Tudor Rose (La rosa de los Tudor) (1936)
- Victoria the Great (1937)
- The Thief of Bagdad (1940)
- The First of the Few (1942)
- Squadron Leader X (1943)
- The Adventures of Tartu (1943) (sin créditos)
- Yellow Canary (1943)

### Como autor dramático
- Molière: Three Plays (1960)

Miles Malleson también adaptó la obra de Molière El misántropo.